# Ampliación las Estacas
Ampliación las Estacas är en ort i Mexiko.   Den ligger i kommunen Valle de Santiago och delstaten Guanajuato, i den centrala delen av landet, 260 km väster om huvudstaden Mexico City. Ampliación las Estacas ligger 1 700 meter över havet och antalet invånare är 289.
Terrängen runt Ampliación las Estacas är huvudsakligen platt, men västerut är den kuperad. Runt Ampliación las Estacas är det ganska tätbefolkat, med 166 invånare per kvadratkilometer. Närmaste större samhälle är Valle de Santiago, 18,0 km öster om Ampliación las Estacas. Trakten runt Ampliación las Estacas består till största delen av jordbruksmark.